# 大江季雄
大江季雄（日语：／ Ōe Sueo，1914年8月2日—1941年12月24日），生于那智胜浦町，日本男子田径运动员，主攻撑杆跳高。他曾代表日本参加1936年夏季奥林匹克运动会田径比赛，获得男子撑杆跳高铜牌。